# Waldstraßenviertel

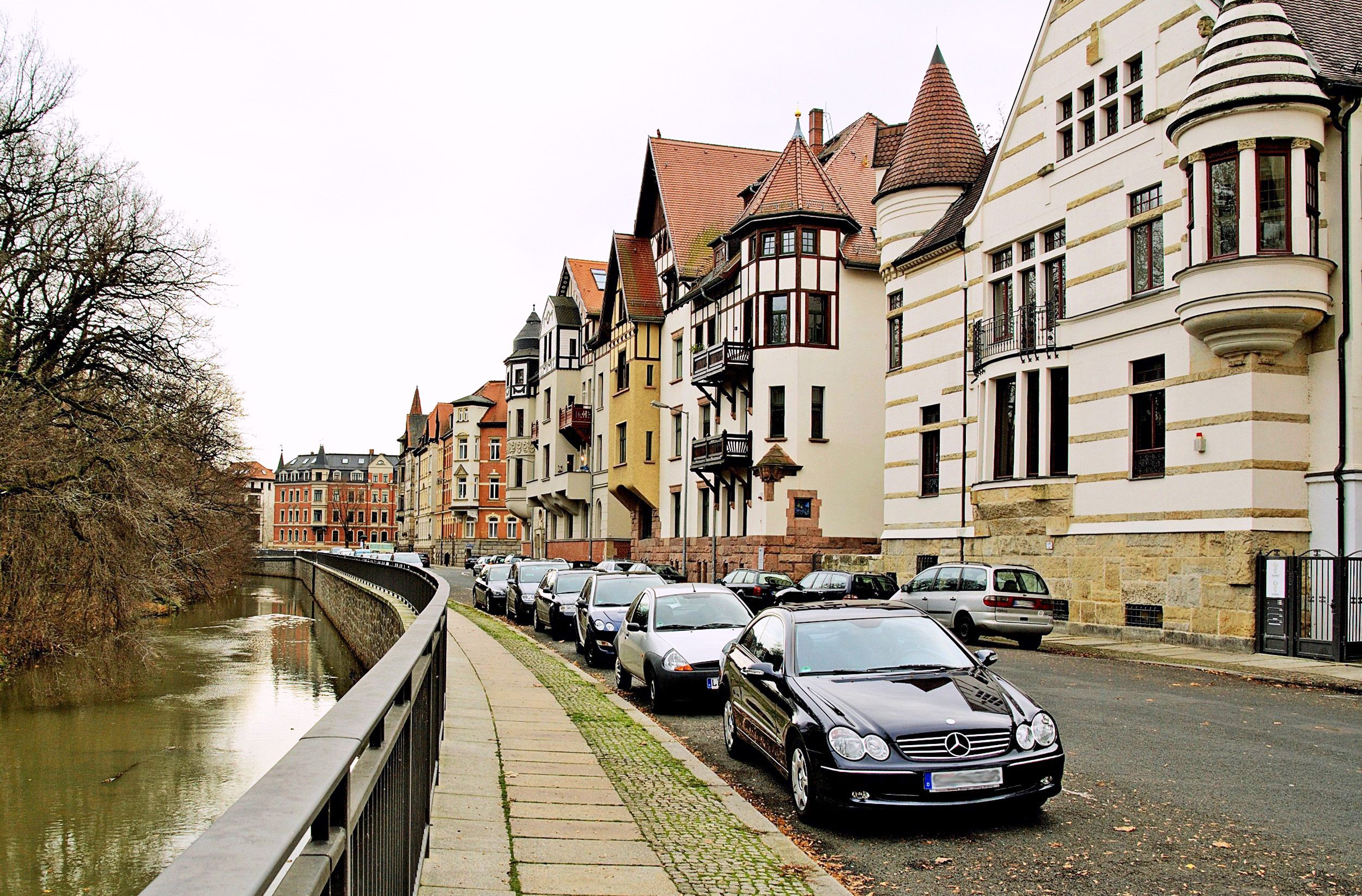
Liviastraße im Waldstraßenviertel (2009)

Das Waldstraßenviertel ist ein Wohngebiet der Stadt Leipzig nordwestlich der Innenstadt und gehört zum Stadtbezirk Mitte. Es gilt als eines der größten geschlossen erhaltenen Gründerzeitviertel in Europa und genießt als Flächenarchitekturdenkmal besonderen Schutz.

## Lage

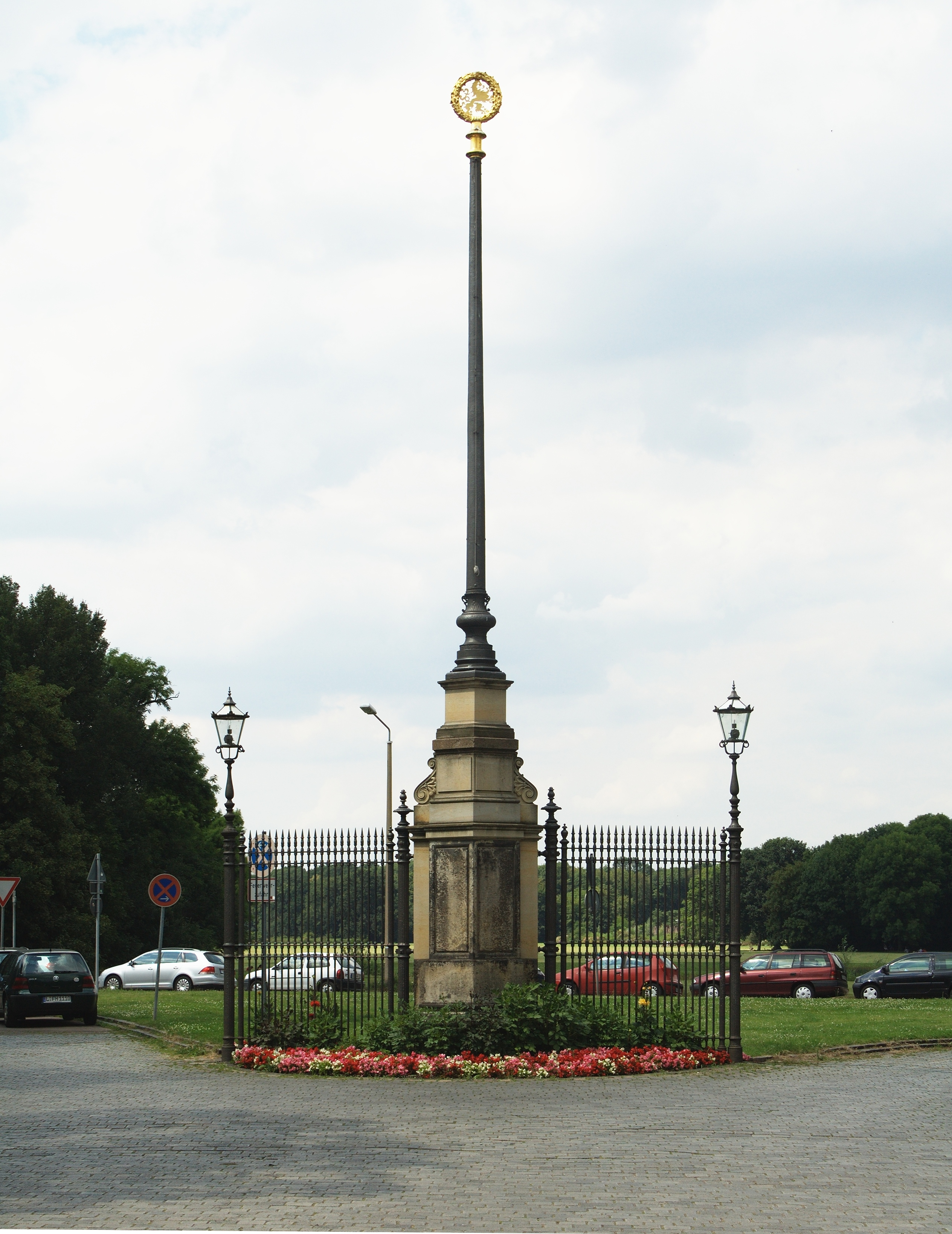
Eingang zum Rosental in der Rosentalgasse (2009)

Das Waldstraßenviertel erstreckt sich auf die Straßen rund um die Waldstraße in Leipzig und entspricht im Wesentlichen dem bebauten Teil des Ortsteils Leipzig-Zentrum-Nordwest, der durch die Friedrich-Ebert-Straße im Westen, Elstermühlgraben und Emil-Fuchs-Straße im Nordosten, die Pfaffendorfer Straße im Osten und Ranstädter Steinweg und Jahnallee im Süden begrenzt wird. Zum Teil wird auch die Käthe-Kollwitz-Straße als südliche Grenze angesehen, danach gehören dann auch das Naundörfchen, die ehemalige Ranstädter Vorstadt und der Bereich um die nördliche Gottschedstraße zum Viertel.
Der Name Waldstraßenviertel ist keine amtliche Bezeichnung des Stadtviertels.
Nordöstlich des Waldstraßenviertels befindet sich das Rosental als öffentliche Grünanlage, im Westen schließt sich das Sportforum mit dem Zentralstadion und im Süden die Innere Westvorstadt an.
Von der Jahnallee aus beginnt am Waldplatz die Waldstraße als zentrale Achse des Viertels in Nord-Süd-Richtung und teilt es in das westliche und das östliche Waldstraßenviertel. Der nördliche Bereich des östlichen Waldstraßenviertels ist in offener Villenbebauung ausgeführt, während in den anderen Teilen eine geschlossene Bebauung entlang der Straßenzüge überwiegt.
Die Waldstraße kreuzen von Süden beginnend Gustav-Adolf-Straße, Hinrichsenstraße (früher: Auenstraße), Fregestraße, Feuerbachstraße (früher: Sedanstraße), Wettiner Straße und Christianstraße; im westlichen Waldstraßenviertel schließen sich noch die Straßen Am Mückenschlösschen und Goyastraße an.

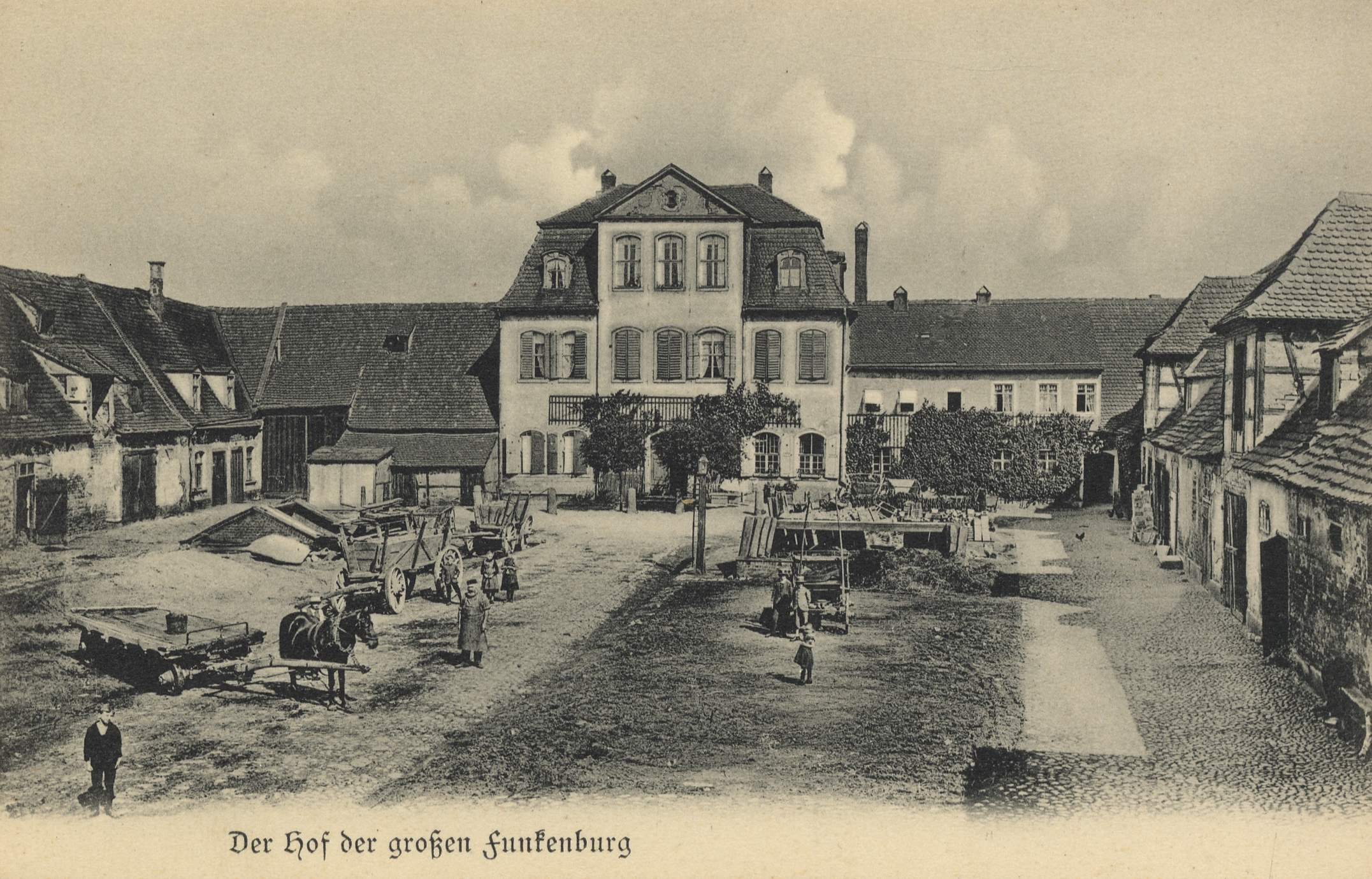
Die Große Funkenburg, um 1900

Parallel zur Waldstraße führen hierbei Friedrich-Ebert-Straße (früher: An der alten Elster) und Max-Planck-Straße (früher: Elsässer Straße) im westlichen und Liviastraße, Tschaikowskistraße (früher: König-Johann-Straße), Funkenburgstraße, Leibnizstraße und Färberstraße im östlichen Waldstraßenviertel. Auf die Leipziger Kaufmannsfamilie Frege verweisen hierbei die Frege-, die Livia- und die Christianstraße, der Liviaplatz und der Fregesteg.
Östlich des Elstermühlgrabens wird die Gustav-Adolf- zur Humboldtstraße und wird dort gequert von Jacobstraße, Rosentalgasse und Lortzingstraße. Auf dem Gebiet der Jacobstraße befand sich eine lange vor der Stadtgründung im 11. Jahrhundert entstandene Jacobskapelle als mittelalterliche Wallfahrtskapelle am Pilgerweg nach Santiago de Compostela. Die Rosentalgasse war lange Zeit die einzige Zugangsstelle von Leipzig zum Rosental und führte zwischen Elstermühlgraben und Pleißemühlgraben entlang. An ihrem nördlichen Ende steht das Eingangsportal für die im 18. Jahrhundert geplante kurfürstliche Park- und Schlossanlage im Rosental. Die Lortzingstraße erinnert an den Leipziger Kapellmeister und Komponisten Albert Lortzing, der zeitweise in einem Gartenhaus der Großen Funkenburg nahe der Funkenburgstraße lebte.

## Statistik
Am 30. Juni 2023 hat der Ortsteil Zentrum-Nordwest, der in etwa dem Waldstraßenviertel entspricht, 10.878 Einwohner, bei einem Ausländeranteil von 10,2 %. Seine Fläche beläuft sich auf 396 Hektar.

## Vorgeschichte des Gebiets
Auf dem Gelände des Waldstraßenviertels befand sich ursprünglich Wald- und Wiesenland.
Wahrscheinlich entstanden schon sehr zeitig im Gebiet der Elster und der Pleiße slawische Siedlungen. Die Via Regia im heutigen Verlauf von Ranstädter Steinweg und Jahnallee war eine alte Handelsstraße, die durch königliche Privilegien geschützt wurde. Iroschottische Missionare nutzten die Via Regia bereits im 7. Jahrhundert und gründeten mit der Jakobskapelle die erste Kapelle im späteren Stadtgebiet.
In der Zeit vom 10. bis 12. Jahrhundert fanden zahlreiche Flussregulierungsmaßnahmen statt, so wurde der Elstermühlgraben errichtet und die Parthe nach Norden verlegt. Dadurch war eine weitere Besiedlung des Gebiets möglich.

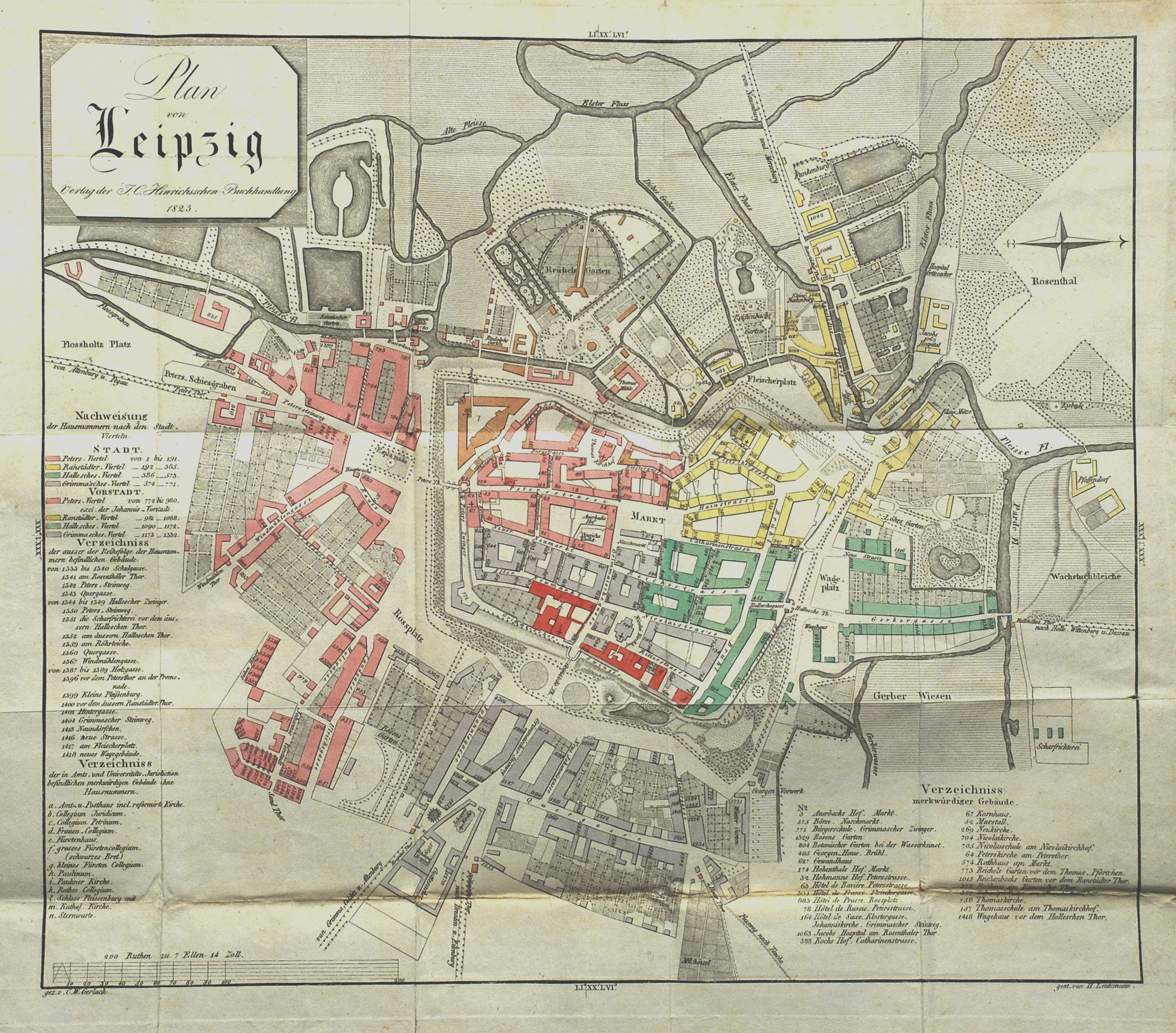
Nach Westen ausgerichtete Karte von Leipzig im Jahre 1823. Gelb markiert sind das Ranstädter Viertel (innerhalb der Kernstadt) und die Ranstädter Vorstadt mit Funkenburg und Jacobshospital auf der oberen rechten Seite.

Die Via Regia wurde bereits im Mittelalter am Ranstädter Steinweg von zwei Häuserreihen gesäumt, es entstanden nördlich die Mühlgrabensiedlung und südlich neben der Jacobskapelle das Jacobsviertel oder Jacobsparochie. Das Naundörfchen befand sich südlich des Jacobsviertels, es wurde 1295 erstmals urkundlich erwähnt.
Aus diesen Siedlungen entstand im 12. Jahrhundert die Ranstädter Vorstadt oder Rannische Vorstadt, die auf Höhe der jetzigen Leibnizstraße durch das Äußere Rannische Tor abgeschlossen wurde. In der Rannischen Vorstadt wohnten wegen der beiden Mühlgräben vor allem Fleischer, Gerber, Färber und Fischer.
In der Nähe der Jacobskapelle stand die Jacobsmühle (die spätere Angermühle). Nördlich davon wurde 1212 auf Geheiß des Markgrafen von Sachsen Dietrich von Meißen das Georgenhospital zwischen Elstermühlgraben und Pleiße am Rand zum Rosental erbaut.
Außerhalb des Äußeren Rannischen Tores stand nördlich der Via Regia die Leipziger Ratsziegelei. Im Bereich der heutigen Funkenburgstraße wurde um das Jahr 1600 herum ein großes Vorwerk, die Große Funkenburg, mit großem Garten, zwei Seen und mehreren Nebengebäuden erbaut, es diente unter anderem als Gaststätte und war ein beliebtes Leipziger Ausflugsziel.
Um 1830 wuchs die Bevölkerung der Stadt erneut sprunghaft an, so dass eine weitere Bebauung des Waldstraßenviertels nötig wurde. Die jährlichen Frühjahrshochwasser machten dies jedoch nahezu unmöglich und erst nach erneuten Regulierungsmaßnahmen konnte der Bebau in Angriff genommen werden.

## Entwicklung des heutigen Waldstraßenviertels

Ausschnitt aus einem Stadtplan aus dem Jahre 1867 mit dem Waldstraßenviertel am rechten Bildrand: Straßen bis Fregestraße bereits angelegt.

Von der heute noch vorhandenen Bebauung entstand ab etwa 1830 der Bereich der Lortzingstraße/Rosentalgasse. Es folgte ab etwa 1860 das Gebiet der Leibnizstraße, die Anlage des Waldplatzes und des südlichen Teils der Waldstraße mit ihren Seitenstraßen bis zur Fregestraße – siehe nebenstehender Stadtplan von 1867.

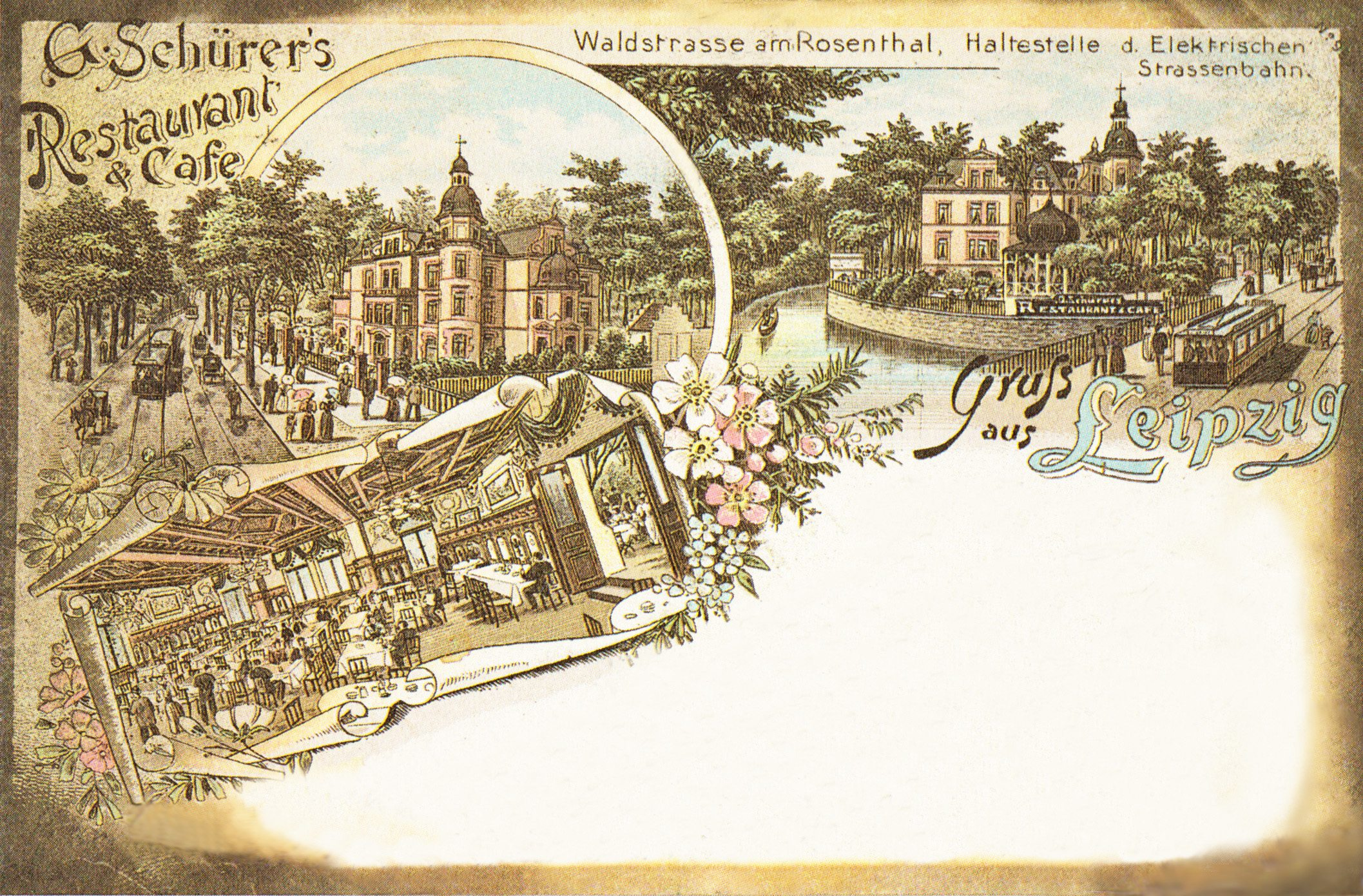
Das Mückenschlösschen an der Waldstraße, um 1900
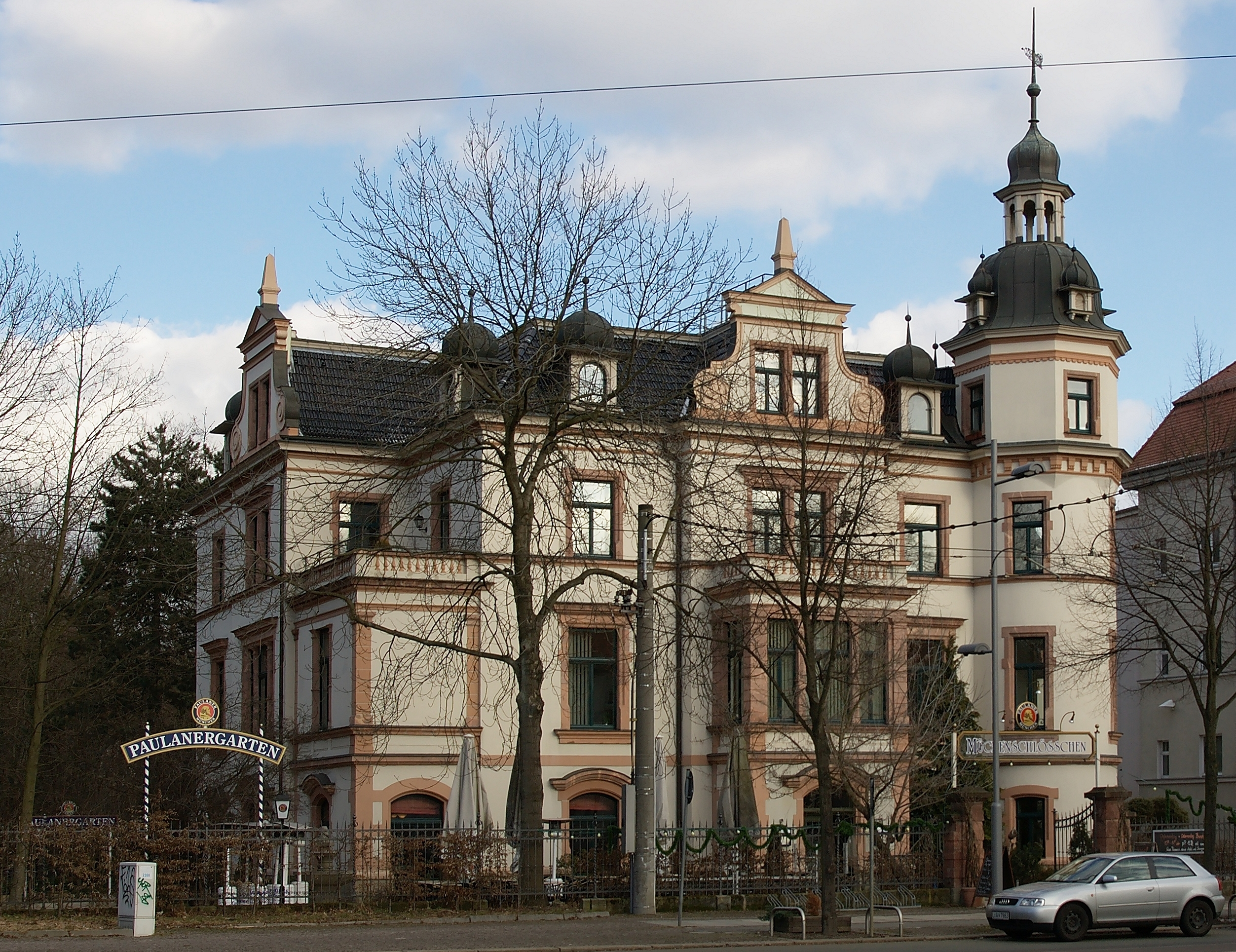
Das Mückenschlösschen (2010)

Nach dem Abriss der Großen Funkenburg im Jahre 1897 wurde auch das noch verbliebene Gelände im Bereich der Funkenburg- und Tschaikowskistraße in das rechteckige Straßenmuster einbezogen und das Viertel nach Norden bis zur Christianstraße erweitert. Der nördliche Teil, von der Fregestraße an, entstand in offener Blockrandbebauung, oft in der nun modernen Formensprache des Jugendstils. Namhafte Architekten der Jahrhundertwende wie Paul Möbius, Emil Franz Hänsel oder Raymund Brachmann schufen markante Wohnbauten. Am Nordende des Viertels wurde die Waldstraßenbrücke über den Elstermühlgraben und 1892/93 ein Gartenrestaurant und Café erbaut, das wegen der ehemals mückenreichen Gegend den Namen Mückenschlösschen trägt.

Nach der gesellschaftlichen Gleichstellung der Juden in Sachsen nahm der Anteil der jüdischen Bevölkerung zu. Besonders deutlich zeigte sich dies in der Handelsstadt Leipzig, wo ein Großteil der Händler Juden aus Osteuropa waren. Diese siedelten sich vielfach im heutigen Waldstraßenviertel an, wo fast 20 % der Bevölkerung jüdischer Herkunft waren. Es entstanden verschiedene jüdisch-soziale Institutionen wie das Eitingon-Krankenhaus oder die Ariowitsch-Stiftung als Altersheim. Die Juden des Waldstraßenviertels waren vor allem im Pelzhandelszentrum um die Straße Brühl beschäftigt. Bis 1933 lebten etwa 2500 jüdische Menschen im Waldstraßenviertel. 
Der Bereich zwischen Christian- und Goyastraße wurde als letzter Bauabschnitt etwa ab 1925 bis in die 1960er Jahre bebaut. Neben Wohnhäusern befindet sich hier unter anderem das ehemalige jüdische (Eitingon-)Krankenhaus in der gleichnamigen Straße.

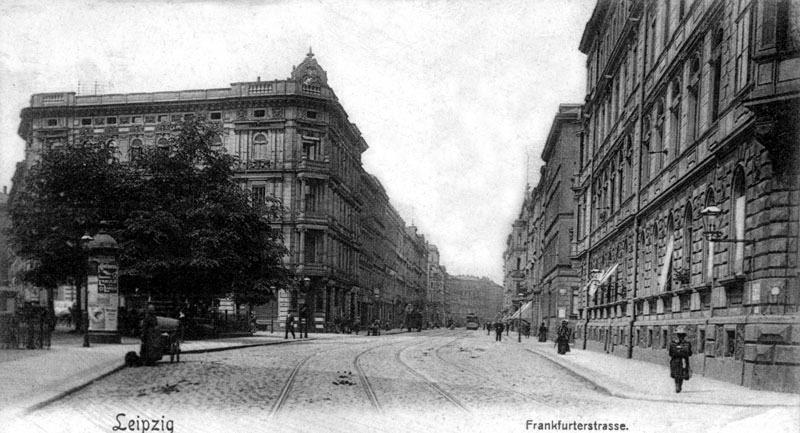
Die Frankfurter Straße, heutige Jahnallee, in westlicher Richtung, um 1904.

Während der Zeit des industriellen Wohnungsbaus ab den 1970er Jahren wurde die zum Teil stark beschädigte Gebäudesubstanz vernachlässigt, so dass der Verfall der Häuser weiter fortschritt. Nach der Wiedervereinigung kam es zur schrittweisen Sanierung der Gründerzeithäuser.
Im Gebiet zwischen Goyastraße und Elstermühlgraben wurden nach 1990 neben einzelnen Wohnhäusern ein Autohaus, das Städtische Altenpflegeheim Goyastraße und ein Neubau für die Sportoberschule Leipzig errichtet.
Für ihre Strategie zum Erhalt des Waldstraßenviertels erhielt die Stadt beim Bundeswettbewerb vom Bundesministerium für Raumordnung, Bauwesen und Städtebau 1994 eine Goldmedaille. Andererseits wurden noch nach dem Jahr 2000 mehrere gut erhaltene und denkmalgeschützte Gebäude abgerissen, zum Beispiel die spätklassizistische kleine Funkenburg und das Wohn- und Geschäftshaus Friedrich-Ebert-Straße 81 a/b, vornehmlich aus Gründen der Verkehrsplanung, was zu massiven Protesten in der Öffentlichkeit führte.

## Wahlergebnisse
Die Wahlbeteiligung im Waldstraßenviertel beziehungsweise dem Ortsteil Zentrum Nordwest belief sich bei der Bundestagswahl 2021 auf 85,4 % und war damit vergleichsweise hoch. Stärkste Partei wurden die Grünen, gefolgt von der SPD. Im Durchschnitt des Wahlergebnisses des Wahlkreises 153, zu dem das Waldstraßenviertel gehört, bewegten sich die SPD und die CDU, während die LINKE und die AfD erheblich schwächer abschnitten.
| Partei             | CDU  | LINKE | AfD  | SPD  | Grüne | FDP  | Sonstige |
| Waldstraßenviertel | 13,9 | 9,4   | 6,4  | 19,9 | 29,5  | 14,1 | 7,6      |
| Wahlkreis 153      | 13,1 | 14,7  | 11,2 | 20,9 | 21,3  | 9,7  | 9,1      |

Bei Wahlen zum Sächsischen Landtag gehört das Waldstraßenviertel zum Wahlkreis Leipzig 5.

## Wirtschaft
Bis zur Mitte des 20. Jahrhunderts bestanden im Waldstraßenviertel vielfältige Handwerksbetriebe, deren Gewerbebetrieb sich überwiegend in den Innenhöfen der Straßenviertel abspielte. Weiterhin gab es eine Klavierfabrik in der Sedanstraße, einen Posamentenhersteller und zwei Fabriken für ätherische Öle.
Der Anteil der Handwerke verringerte sich nach dem Zweiten Weltkrieg nach und nach. Nördlich der Goyastraße entstanden Produktionsstätten des Automobil- und Maschinenbaus. Heute sind entlang der Waldstraße, der Jahnallee und teilweise auch an anderen Straßen viele Einzelwarengeschäfte und andere Gewerbe zu finden. Der grundlegende Charakter des Waldstraßenviertels als Wohngebiet wird dadurch jedoch nicht in Frage gestellt.
Die Verkehrsanbindung wird über mehrere Haltestellen der Straßenbahnlinie 4 entlang der Waldstraße sichergestellt, welche in der Regel alle 10 Minuten verkehrt. Am Waldplatz halten auch die Linien 3, 7, 8 und 15 welche in dichten Takt in die Innenstadt fahren.

## Öffentliche Einrichtungen
In diesem Viertel befindet sich die Lessing-Grundschule und die Sportoberschule sowie das Naturkundemuseum Leipzig im Gebäude einer früheren Höheren Bürgerschule.
Das Gebäude der ehemaligen Höheren Israelitischen Schule in der Gustav-Adolf-Straße beherbergt seit 1954 ein Deutsches Zentrum für barrierefreies Lesen, früher genannt Deutsche Zentralbücherei für Blinde.

## Persönlichkeiten
Im Waldstraßenviertel wohnten zahlreiche bekannte Personen, darunter auch viele Musiker.
Beispiele dafür sind: Albin Ackermann-Teubner, Samuel Josef Agnon, August Bebel, Max Beckmann, Georg Bötticher, Hans Driesch, Bernard Katz, Paul Alfred Kleinert, Hans Mayer, Paul Julius Möbius, Joachim Ringelnatz, Auguste Schmidt, Georg Trexler.

Lortzings Gartenhaus (1899)
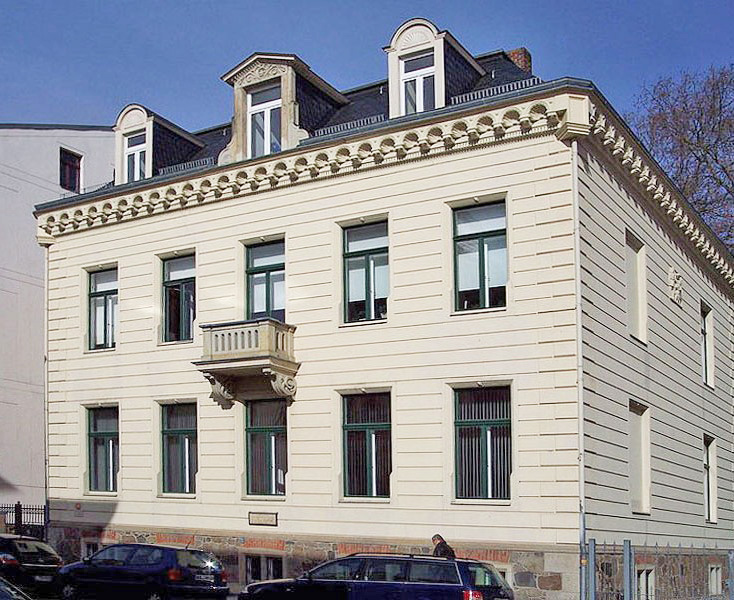
Gustav Mahlers Wohnhaus (2009)
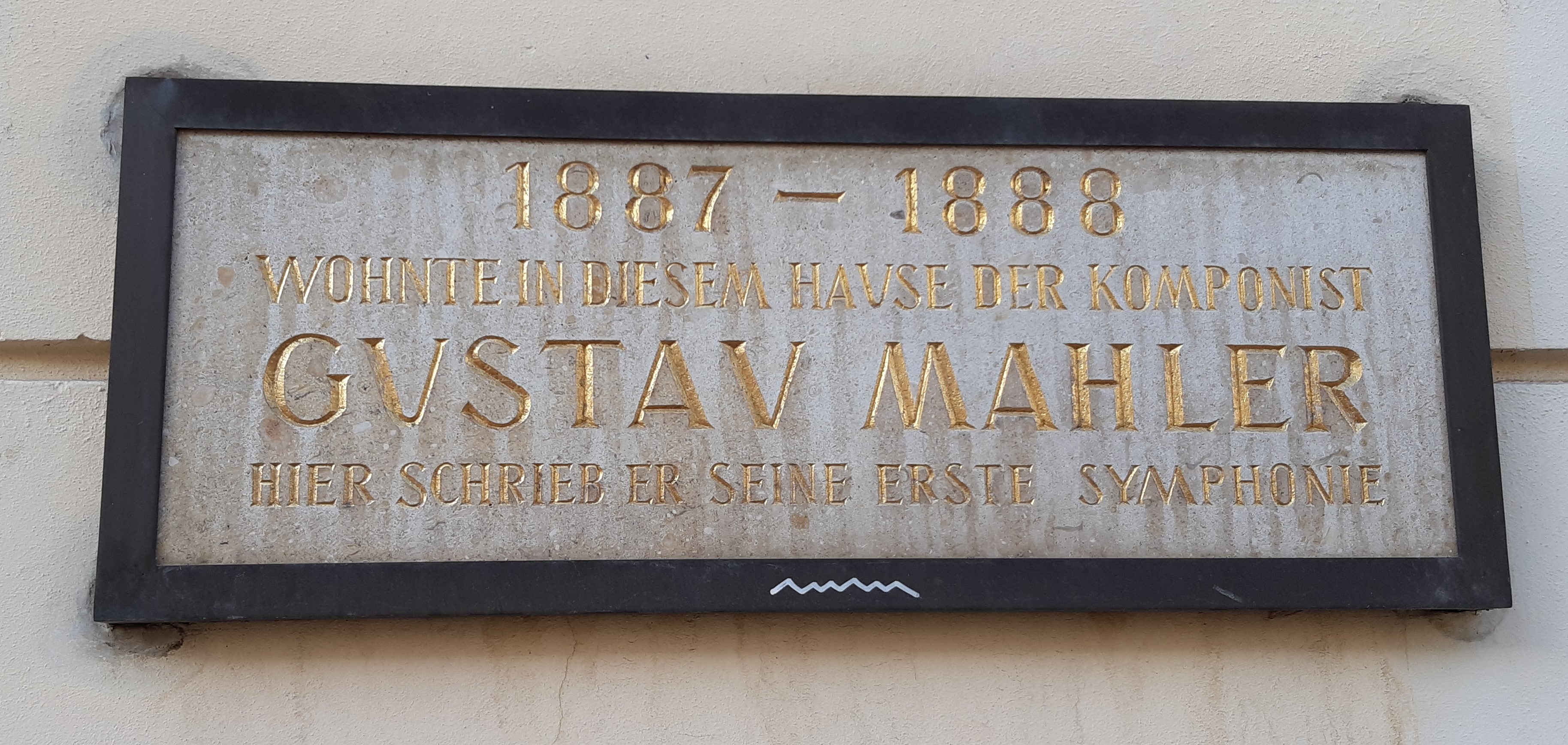
Gedenktafel am Wohnhaus Mahlers, Gustav-Adolf-Str. 12 (2022)

1827/1828 wohnte der Komponist Heinrich Marschner in der Goldenen Laute (Ranstädter Steinweg 8) und vollendete hier seine Oper Der Vampyr.
Albert Lortzing hatte mehrere Wohnungen im Waldstraßenviertel: 1833–1838 im Naundörfchen (Nr. 1008), wo er unter anderem seine Oper Zar und Zimmermann komponierte, ab 1838 in der Frankfurter Straße neben der großen Funkenburg und von 1844 bis 1846 in einem Gartenhaus der Großen Funkenburg.
Gustav Mahler wohnte 1887/88 im Haus Gustav-Adolf-Straße 12 und schrieb dort unter anderem seine 1. Sinfonie. Eine Gedenktafel am Wohnhaus des Komponisten erinnert daran.
Seit 2014 erinnert am Haus Hinrichsenstraße 32 eine Gedenktafel an Friedrich Nietzsche, der dort während mehrerer Aufenthalte wohnte.